# Erast Tarangul
Erast Tarangul (n. 1870, Volovăț, România – d. 6 mai 1938, Cernăuți, România) a fost un avocat, consilier aulic, prefect al districtului Suceava (1905-1912) și consilier guvernial în Bucovina (1912-1918).
A fost unul din cei 18 copii ai arhipresviterului stavrofor Constantin Tarangul (1824-1910), paroh de Volovăț (1868-1910), protoiereu al Rădăuților - înnobilat în anul 1908, la jubileul de 60 de ani al împăratului Franz Joseph al Austriei, ca Edler von Valea Utsei când a devenit și Cavaler al Ordinului Franz Joseph - și ai Mariei, născută Turcan (1835-1922), din Crasna.
După ce a absolvit liceul la Rădăuți, Erast a urmat studii juridice la Viena, susținându-și doctoratul la Cernăuți.
După absolvire, a fost angajat ca practicant la Guvernul Țării (Bucovina) din Cernăuți și a fost translator pentru limba română pe lângă Consiliul de Miniștri din Viena. În anul 1905 a fost numit prefect al districtului Suceava, iar în 1912 a fost avansat la rangul de consilier guvernial. După unirea Basarabiei cu România din 1918 a fost subsecretar de stat pentru finanțe în Guvernul provizoriu al Bucovinei, prezidat de Iancu Flondor. A fost senator de Suceava și Siret și a activat în această calitate în anii 1919-1921.
În perioada cât Erast Tarangul a fost prefect al districtului Suceava, datorită strădaniilor sale și ale primarului Franz Ritter von Des Loges, s-au întreprins demersuri insistente pentru ca orașul Suceava să beneficieze de utilități specifice unei localități urbane, printre care o uzină electrică și o rețea de distribuire a apei potabile.
În contextul venirii trupelor ruse în orașul Suceava, în 1915, din considerente tactice, director al Gimnaziului greco–oriental din oraș a fost numit catihetul ortodox dr. Erast Tarangul, exponent al aceleiași religii cu invadatorii.
A fost căsătorit cu Victoria Voitchi, fiica profesorului de teologie morală de la Facultatea de Teologie din Cernăuți, și au avut trei copii.

## Amintiri de colecționar
Biblioteca Bucovinei I. G. Sbiera din Suceava păstrează Colecția Erast Tarangul cuprinzând peste 300 de vederi, alb-negru sau sepia, din perioada interbelică dintr-o serie de țări europene: Italia, Franța, Germania, Suedia, Norvegia, Danemarca, Elveția, Iugoslavia.
La sala de studiu a serviciului județean Iași al Arhivelor Naționale, la Nr. inventar 2069, se poate consulta "Fondul personal „Tarangul Erast” (1901-1985)", care include documente datate 1794-1985.

## Scrieri
- Neugestaltung der modernen Demokratie: ein Beitrag zur Frage der parlamentarischen Ständevertretung vom Standpunkt der Interessenjurisprudenz, Editor: Wien; Leipzig: W. Braumüller, 1934[7]
- Amintiri, manuscris aflat în biblioteca Muzeului din Suceava, inv. nr. 663.[8]
- Erast Tarangul, Amintiri, ed. Radu Bruja și Lucian Nastasă-Kovács, Cluj, Edit. Școala Ardeleană/Eikon, 2016, 207 p.